# بروغريسيف روك

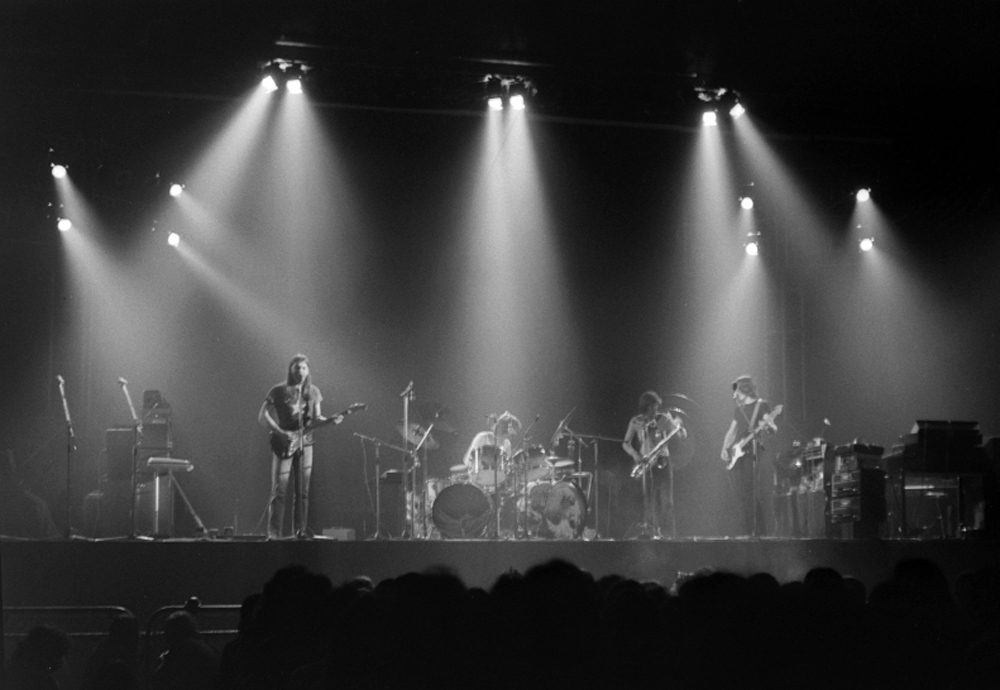
فرقة بينك فلويد البريطانية خلال حفل موسيقي عام 1973 تعزف فيه ألبومها «ذا دارك سايد أوف ذا مون» الذي يعدّ أكثر ألبوم بروغريسف روك مبيعًا على الإطلاق.

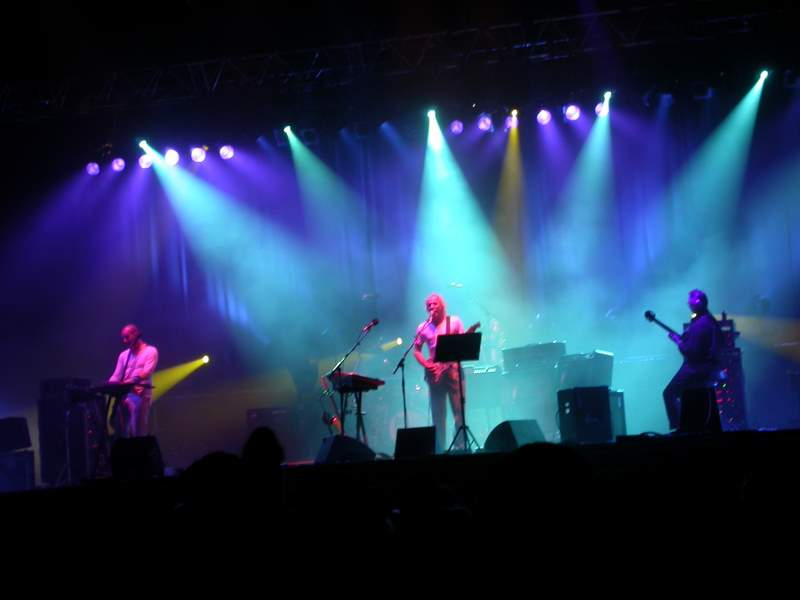
فرقة كينغ كريمزون عام 2003

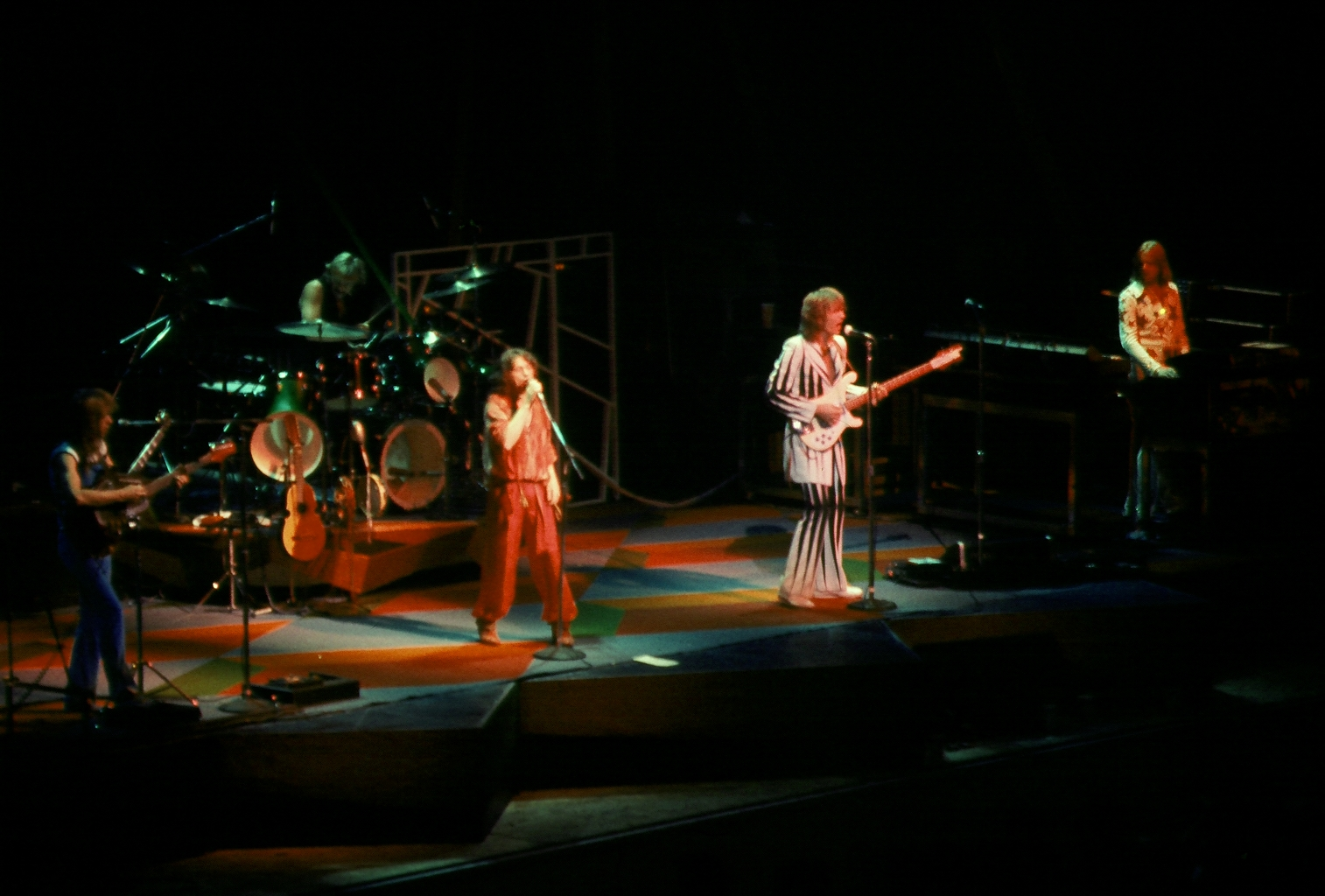
حفلة موسيقية لفرقة يس عام 1977

بروغريسيف روك (يُعرف اختصارًا باسم بروغ روك، ويُسمى أحيانًا آرت روك، أو كلاسيكال روك أو سيمفونيك روك) هو نوع واسع من أنواع موسيقى الروك[2] ظهر وتطور في المملكة المتحدة والولايات المتحدة خلال الفترة من منتصف ستينيات القرن العشرين حتى أواخرها. نتج هذا النمط الذي أُطلق عليه في بادئ الأمر اسم «بروغريسيف بوب» عن فرق الموسيقى السايكدلية التي تخلت عن تقاليد البوب القياسي لصالح تقنيات التأليف الموسيقي وجمع الآلات الموسيقية التي كانت مرتبطةً أكثر بالجاز أو الفولك أو الموسيقى الكلاسيكية. ساهمت عناصر إضافية في إضفاء تسمية «بروغريسيف» عليها فكانت كلمات أغانيها أكثر شاعرية، وسُخرت التقنيات للأصوات الجديدة، واقتربت الموسيقى بشكل أكبر من تحقيقها لشرط «الموسيقى الفنية» وقد أصبح الاستوديو، عوضًا عن المسرح، مركز النشاط الموسيقي، وشمل غالبًا إنتاج الموسيقى للاستماع بدلًا من الرقص.
يعتمد البروغريسيف روك على دمج الأنماط والنهج والأنواع الموسيقية، التي تتضمن حركةً مستمرةً بين الشكلية والانتقائية. نظرًا إلى قبوله التاريخي، اقتصر نطاق البروغ أحيانًا على صور نمطية من المعزوفات الفردية الطويلة، والألبومات الطويلة، والكلمات الخيالية، ومجموعات المسرح والأزياء المتكلفة والتفاني الشديد بالمهارة الفنية. بينما يُستشهد بهذا النوع غالبًا لدمجه بين الثقافة العالية والثقافة الهابطة، إلا أن عددًا قليلًا من الفنانين فقط من أدرج المواضيع الكلاسيكية الحرفية في عملهم لدرجة معتبرة، ولم تتأثر الكثير من المجموعات بالموسيقى الكلاسيكية أو بعرضها.
تزامن ظهور البروغ مع الازدهار الاقتصادي في منتصف ستينيات القرن الماضي، إذ خصصت علامات التسجيل تحكمًا إبداعيًا أكبر لفنانيها، بالإضافة إلى الانقسام الصحفي الجديد بين «البوب» و«الروك» الذي أعطى أهميةً عامةً لكلا المصطلحين. بلغت شعبية البروغ درجة عاليةً في أوائل السبعينيات حتى منتصفها، وما لبثت في الانخفاض بعد ذلك. تقول التفسيرات التقليدية إن سبب هذا يعود إلى ظهور البانك روك، لكن ساهمت العديد من العوامل أيضًا في هذا التراجع. يميل النقاد الموسيقيون، الذين يصفون مفاهيم البروغ غالبًا بأنها «متباهية» وأصواته بأنها «مفخمة» و«مبالغ فيها»، إلى معاداة هذا النوع أو حتى تجاهله بالكامل. بعد أواخر سبعينيات القرن الماضي، تجزأ البروغريسيف روك إلى أشكال عديدة. حققت بعض الفرق نجاحًا تجاريًا جيدًا في الثمانينات (وإن كان ذلك عبر تنسيقات متغيرة وبنى أغان مضغوطة أكثر) أو انتقلت إلى موسيقى البوب السيمفونية، أو الأرينا روك أو موسيقى الموجة الجديدة.
توصف المجموعات الأولى التي أظهرت ميزات البروغريسيف سابقًا بأنها «بروتو بروغ». يشير مسرح كانتربيري، الذي نشأ في أواخر الستينيات، إلى مجموعة من فرق البروغ التي ركزت على استخدام الآلات الهوائية، وتغيرات الكورد المعقدة والارتجالات الطويلة. كانت حركة «روك إن أوبوزيشن» في أواخر السبعينيات طليعيةً بشكل كبير، ونتج عن اتحادها مع نمط كانتربيري البروغ الطلائعي. في الثمانينيات أحرز نوع موسيقي فرعي (النيوبروغريسيف روك) بعض النجاح التجاري، على الرغم من اتهامه بأنه مشتق وخال من الإبداع. يستند البوست بروغريسيف إلى تطويرات أحدث في الموسيقى الشعبية والطلائعية التي بدأت منذ منتصف السبعينيات.

## التقبل
تلقى النوع الكثير من الاستحسان والنقد على مر السنوات. وُصف البروغريسيف روك بموازاته للموسيقى الكلاسيكية الخاصة بكل من إيغور سترافينسكي وبيلا بارتوك. حيرت هذه الرغبة في توسيع حدود الروك، المترافقة مع رفض بعض الموسيقيين الاتجاه السائد للبوب والروك النقادَ ما أدى إلى اتهامه بالنخبوية. شكلت كلماته الفكرية والرائعة وغير السياسية -إلى جانب نبذه جذور الروك القائمة على البلوز- تخليًا عن أكثر الأشياء التي يقدرها النقاد في موسيقى الروك. كذلك تبنى البروغريسيف روك نموًا عن الروك وقدمه كنوع موسيقي، لكن ساد رأي بين النقاد بأن الروك كان وسيبقى مرتبطًا بشكل أساسي مع المراهقة، فمن المستحيل أن يجتمع الروك مع النضج. استفزت الانتقادات حول تعقيد موسيقاهم بعضَ أفراد الفرق الموسيقية الذين قاموا بإنتاج موسيقى أكثر تعقيدًا حتى.[بحاجة لمصدر]
جذب هذا النوع بشكل رئيسي الذكور البيض. وقد كان معظم الموسيقيين المشاركين من الذكور، كما كان عليه الحال لمعظم موسيقى الروك في ذلك الوقت. حققت المغنيات ظهورًا أكبر في فرق البروغريسيف فولك، التي عرضت نطاقًا أوسع من الأنماط الصوتية مقارنةً مع فرق البروغريسيف روك، وقامت بجولات متكررة معها تبادلت خلالها أعضاء الفرق.
عادةً ما التزمت الجماهير البريطانية والأوروبية ببروتوكولات السلوك الخاصة بقاعات العرض الموسيقية المرتبطة بعروض وحفلات الموسيقى الكلاسيكية، وكانت أكثر تحفظًا في سلوكها مقارنةً بجماهير الأشكال الأخرى من موسيقى الروك. وبالمقابل، فقد كان الإرباك يصيب الموسيقيين خلال جولاتهم في الولايات المتحدة، إذ وجدوا الجمهور الأمريكيّ أقل اكتراثًا وأكثر عرضةً للانفجار حماسةً خلال عزف المقاطع الموسيقية الهادئة في حفلاتهم.
تعكس هذه التطلعات نحو الثقافة العالية أصول البروغريسيف روك التي نتجت إلى حد كبير على يد ذكور حاصلين على تعليمٍ جامعيّ من الطبقتين العليا والوسطى وعمال الياقات البيضاء من جنوب إنجلترا. لم تعكس الموسيقى إطلاقًا اهتمامات المستمعين من الطبقة العاملة ولم يتبنوها، باستثناء الولايات المتحدة، إذ قدّر المستمعون براعة الموسيقيين. اعتُبرت موضوعات البروغريسيف روك الغريبة والأدبية غير مهمة بشكل خاص للشباب البريطاني خلال أواخر السبعينيات، إذ عانت الأمة من الاقتصاد الضعيف والإضرابات والعجز المتكرر. وقد رفض المغني الرئيسي لفرقة كينغ كريمزون روبرت فريب كلمات البروغريسيف روك واعتبرها «كلمات ملتوية فلسفية لإنجليزي أبله ما، يطوف حول تجارب غير مهمة في حياته». تعرضت الفرق التي كانت كلمات أغانيها السوداوية تتفادى الطوباوية، من أمثال فرقة كينغ كريمزون وفرقة بينك فلويد وفرقة فان دير غراف جينيراتور، لكراهية ونقد أقلين.
علّق ديفيد غيلمور، عازف غيتار فرقة بينك فلويد: «لم أكن من أشد المعجبين بأغلب ما تسميه بروغريسيف روك». وأضاف: «أنا أشبه غروتشو ماركس، لا أريد الانتماء إلى أي ناد يريدني عضوًا فيه».

علّق إيان أندرسون، المغني الأمامي لفرقة جيثرو تول، على فروقات النوع الدقيقة: 
«ما زلت أحب المصطلح الأصلي الذي جاء من عام 1969: بروغريسيف روك؛ لكن كان ذلك مع «بّي» صغيرة و«آر» صغيرة. لدى البروغ روك -من ناحية أخرى- دلالات مختلفة من العظمة والفخامة، في ذلك الوقت، عندما كنا ننتج ألبوم صلب كالصخر، اكتسبت فرق مثل يس وإميرسون ليك وبالمير القليل من الشهرة المبالغ فيها وتفاخرت بموسيقاها مسبقًا. أعتقد أنه لا بأس بهذا. في الواقع كان عدد من أفراد يس فكاهيين حيال هذا؛ إذ أمكنهم الضحك على أنفسهم، وبالطبع ضحك أيضًا أفراد إيمرسون وليك وبالمر سرًا على أنفسهم فيما بينهم». وأضاف: «لكن يُعد هذا جزءًا مما حدث في ذلك الوقت، وأعتقد أنه بالنظر إلى الوراء، يُعتبر معظم ذلك تجربة جيدة للموسيقيين والمستمعين على حد سواء. كان بعضها مبالغ فيه قليلًا، ولكن كما هو الحال في الكثير من الموسيقى، كانت بكل تأكيد منجزة ببراعة».